# بی‌کتابی
بی‌کتابی رمانی است تاریخی نوشته محمدرضا شرفی خبوشان که در سال ۱۳۹۵ منتشر شد. این کتاب در سال ۱۳۹۶ برنده سی و پنجمین دوره جایزه کتاب سال و نیز جایزه ادبی جلال آل‌احمد شد.

## زمینه تاریخی
در اتاق از بیرون قفل بود. آدمم قداره‌اش را انداخت به قلاب آهنی و زور کردیم و نیش قلاب را از دل چوب درآوردیم و داخل شدیم. وسط اتاق بود و به پشت، با سرِ باز و دامن چین‌دار و جلیقه گلابتون بنفش، یکی از شلیطه‌ها افتاده بود روی صورتش.
—بی‌کتابی، آغاز کتاب

رمان بی‌کتابی در دوران پادشاهی سلسله قاجار، و به‌طور مشخص‌تر، سال‌های انقلاب مشروطه و همزمان با واقعه به توپ بستن مجلس شورای ملی می‌گذرد. شخصیت محوری کتاب، میرزا یعقوب ملقب به لسان‌الدوله، کتاب‌دار سلطنتی در دوره مظفرالدین شاه است. در این دوره، پنج هزار نسخه کتاب خطی از کتاب‌خانه کاخ گلستان به سرقت رفت.

## جوایز
- کتاب سال جمهوری اسلامی ایران[۷] (برنده)
- جایزه جلال آل‌احمد[۸] (برنده)
- کتاب سال شهید حبیب غنی‌پور (تقدیر)